# Pseudobrimus gabonicus
Pseudobrimus gabonicus là một loài bọ cánh cứng trong họ Cerambycidae.